# Lycaenopsis placidina
Lycaenopsis placidina är en fjärilsart som beskrevs av Hans Fruhstorfer 1917. Lycaenopsis placidina ingår i släktet Lycaenopsis och familjen juvelvingar. Inga underarter finns listade i Catalogue of Life.